# Síndrome de Stendhal
La síndrome de Stendhal (també anomenada síndrome de Florència o estrès del viatger), és un trastorn psicosomàtic que causa un elevat ritme cardíac, vertigen, confusió i fins i tot al·lucinacions, i sorgeix probablement quan l'individu s'exposa a una sobredosi de bellesa artística, pintures o obres mestres d'art.
Té aquesta denominació pel famós autor francès del segle xix, Stendhal (pseudònim de Marie-Henri Beyle), el qual va donar una primera descripció detallada del fenomen, quan ho va experimentar en la seva visita el 1817 a Florència, Itàlia, i que va publicar en el seu llibre Roma, Nàpols i Florència:
| «                                                        | Havia arribat a aquell punt d'emoció, allà on es troben les sensacions celestes donades per les Belles Arts i els sentiments apassionats. Sortint de Santa Creu, el cor em bategava, la vida se m'esgotava, havia de caminar amb por de no caure. | » |
| — Henri-Marie Beyle (Stendhal), Roma, Nàpols i Florència | |   |

Encara que hi havia hagut molts casos de gent que patia vertígens i esvaïments mentre visitava l'art de Florència, especialment a la Galleria degli Uffizi des de principis del segle xix, no va ser descrit com una síndrome fins al 1979, quan la psiquiatra italiana Graziella Magherini va observar i descriure més de 100 casos similars entre turistes i visitants a Florència, el bressol del Renaixement, i va escriure sobre aquest trastorn.
La síndrome de Stendhal, més enllà de la seva incidència clínica com a trastorn psicosomàtic, s'ha convertit en un referent de la reacció romàntica davant de l'acumulació de bellesa i l'exuberància del plaer artístic.
Cal puntualitzar que aquesta síndrome no ha estat mai catalogada en manuals de diagnòstics mèdics o psicològics. Tan sols en l'àmbit social, se'n descriuen uns símptomes concrets, però sense tenir una base fisiològica real. Així doncs, la Síndrome de Stendhal no és reconeguda com una malaltia, per tant, tampoc pot ser tractada com a tal.

## Origen
La psiquiatra italiana Graziella Magherini va donar aquest nom a la síndrome en honor a l'escriptor francès pel fet que aquest va ser el primer en deixar constància dels seus símptomes. En la seva obra Roma, Nàpols i Florència, Stendhal narra en tercera persona la història d'un cavaller de Berlín que viatja per Itàlia, però en realitat és la seva manera d'explicar les seves pròpies experiències pel país, així ho fa d'una manera crítica i gairebé biogràfica. Quan el cavaller arriba a Florència i es troba davant de la Santa Creu, queda totalment impressionat davant de les tombes d'homes tan importants al llarg de la història; Maquiavel, Galileu o Miquel Àngel i, sumat a la bellesa de la basílica, comença a experimentar la sensació d'esgotament, mareig i taquicàrdies, que l'obliguen a allunyar-se del lloc per poder sostenir-se dret.

## Causes
La síndrome de Stendhal es relaciona amb el turisme a grans ciutats artístiques com Florència o París, plenes de museus, edificis emblemàtics i obres d'art. Apareix a causa de sobrecarregar els sentits amb una bellesa que la persona pot considerar desmesurada. De la mateixa manera que certs llocs o pel·lícules generen terror i sensacions de por intenses, aquesta afecció produiria una sobrecarrega en la persona que podria alterar el seu estat de salut.
En relacionar-nos amb el món, els estímuls ens impacten a través dels sentits i, segons la nostra predisposició, també varia l'impacte que aquests tenen en nosaltres. Aquests estímuls afecten el nostre cervell i el nostre cos, aconseguint una alteració que, si fos molt intensa, produiria danys en la salut. Encara que normalment ho relacionem amb elements negatius, també la bellesa i les coses positives poden afectar el nostre estat físic i emocional.
Els símptomes que acompanyen la Síndrome de Stendhal els pot sentir qualsevol persona, sense importar-ne l'edat. El més comú és que passi en viatges turístics, ja que l'esgotament és elevat, no només a nivell físic, sinó que també apareix una sobrecàrrega cognitiva i emocional. Però encara que tothom tingui un potencial per patir-lo, no sempre apareixeria: hem de tenir una predisposició a deixar-nos portar per l'art i trobar-nos en un lloc que pugui alterar substancialment les nostres emocions. Per tant, podem dir que serà més comú en turistes i amants del món artístic.

## Símptomes
L'apreciació de la bellesa, acostuma a tenir un valor positiu per a l'ésser humà, ja sigui millorant el nostre estat d'ànim, generant sensació de relaxació, o simplement que allò que ens agrada ens fa sentir bé. Tot i això, igual que la majoria de coses quan es porten a l'extrem, pot provocar símptomes fisiològics. D'entrada, la sensació és brusca i de curta durada, però les conseqüències negatives es poden acabar arrossegant durant una setmana o més. Els principals símptomes són:
- Fatiga, cansament
- Deliris i al·lucinacions
- Augment del ritme cardíac
- Sensació d'ofec i pressió al pit
- Marejos, desorientacions, pèrdua de l'equilibri
- Sudoració excessiva
- Visió borrosa
- Ansietat i estrès descontrolat
- Emocions extremes

## La Síndrome de Stendhal en el cinema
Existeix una pel·lícula de terror titulada La síndrome de Stendhal (dirigida per Dario Argento el 1996), en la qual una policia que pateix la síndrome de Stendhal queda tancada en un museu amb un violador i assassí en sèrie.
Hi ha també una pel·lícula del director Italià Paolo Sorrentino, titulada la grande bellezza, en la qual el relat s'estableix en una esplendorosa ciutat de Roma, on és fàcil sentir-se impressionat i alterat per la bellesa extrema dels seus monumentals edificis. En un moment determinat de la pel·lícula, un dels visitants japonesos patirà un episodi de Síndrome de Stendhal.